# Classe S-80
La classe S-80 Plus (o  classe Isaac Peral, dal nome dell'unità capoclasse) è una classe di sottomarini AIP d'attacco (SSK-AIP) progettati da Navantia per l'Armada Española.

## Storia
Il progetto trae origine dalla classe Scorpène, progettata da DCNS e Navantia, poi in seguito a disaccordi tra le due aziende circa l'esportazione, il progetto Scorpène è rimasto in capo alla DCNS e la Navantia ha sviluppato il progetto S-80.
I sottomarini sono dotati del sistema di propulsione AIP a celle a combustibile (Reformed methanol fuel cell) progettato per un alto grado di autonomia sott'acqua. Secondo il loro design, gli S-80 sono molto più avanti rispetto ai sottomarini diesel-elettrici convenzionali e addirittura superiori agli AIP convenzionali delle ultime generazioni. Sono sottomarini oceanici di medio tonnellaggio con la capacità di svolgere missioni di lunga durata in scenari lontani dalla loro base, agendo con un minimo di indiscrezione. Avranno un sistema di controllo della piattaforma integrato che funzionerà con un piccolo staff e un alto grado di automazione con controllo remoto. Le caratteristiche di questa classe di navi li collocano ad un livello vicino a quelli della propulsione nucleare.

### Problematiche legate allo sviluppo
Nel 2013 alcuni test preliminari evidenziarono come il sottomarino fosse più pesante di 100 tonnellate rispetto al necessario, cosa che avrebbe compromesso la sua galleggiabilità. Secondo quanto riportato da un funzionario spagnolo all'Associated Press, l'errore sarebbe stato dovuto ad una virgola posta sul decimale sbagliato durante la progettazione del mezzo, e al fatto che nessuno abbia provveduto a ricontrollare i conti. Per rimediare, il mezzo venne allungato da 71 a 81 metri, facendo passare il dislocamento da 2200 tonnellate a 3000 circa. Ciò causò il raddoppio del costo totale previsto per ogni singolo sottomarino, che raggiunse così il miliardo di euro.
Nel 2018 il quotidiano El País evidenziò che tali modifiche avrebbero tuttavia reso l'imbarcazione troppo massiccia per poter attraccare a Cartagena, la base di stazionamento prevista per i nuovi sottomarini, e che anche i moli avrebbero dovuto subire importanti lavori di rinnovo.
L'allora ministro della difesa Margarita Robles ammise che l'intero progetto fosse stato vittima di varie mancanze, ma che fosse ancora del tutto praticabile.
La prima unità della serie, l'Isaac Peral, è stata benedetta dal re Felipe VI e da sua figlia, la principessa Leonor, erede al trono, il 22 aprile 2021 presso i cantieri navali di Cartagena.

## Unità
| Nome e Pennant                   | Impostato       | Varato          | In servizio     |                 |
| Armada Española                  | Armada Española | Armada Española | Armada Española | Armada Española |
| -------------------------------- | --------------- | --------------- | --------------- | --------------- |
| Isaac Peral (S-81)               |                 |                 | 2022            |                 |
| Narciso Monturiol (S-82)         |                 |                 | 2024            |                 |
| Cosme García (S-83)              |                 |                 | 2025            |                 |
| Mateo García de los Reyes (S-84) |                 |                 | 2027            |                 |
| in opzione (S-85)                |                 |                 |                 |                 |
| in opzione (S-86)                |                 |                 |                 |                 |